# Кочубей (Дагестан)
Кочубе́й — село в Тарумовском районе Дагестана. Образует сельское поселение село Кочубей как единственный населённый пункт в его составе.
Названо в честь комбрига времен Гражданской войны И. А. Кочубея.

## История
В XVIII веке на месте современного поселения располагался «Кара базар» («Черный рынок») — один из крупнейших невольничьих рынков Северо-Восточного Кавказа.
Село Чёрный Рынок, как и соседняя Тарумовка, основано в конце 1760-х годов в соответствии с указом Екатерины II «о водворении в этот незаселенный край русского народа» во второй половине XVIII века на берегу Каспийского моря в устье реки Прорва. Первыми его жильцами оказались крепостные князя А. В. Вяземского. Через несколько лет Кочубей стал центром рыбного промысла, подчиненного астраханским властям.
5 мая 1785 года рескриптом императрицы Екатерины II на имя занимавшего должность генерал-губернатора Саратовского и Кавказского генерал-поручика Павла Потёмкина вместо Астраханской губернии было организовано Кавказское наместничество. Было образовано 6 уездов Чёрный рынок относился к Кизлярскому уезду.
С 1802 года в составе Кавказской губернии. Кавказская губерния была выделена из состава Астраханской губернии указом Александра I. К ней отошли пять уездов, входившие в её состав и ранее, в том числе и Кизлярский.
В 1822 году Кавказская губерния была переименована в Кавказскую область. В 1836 году по запросу статистического отделения министерства внутренних дел во всех округах Кавказской области были составлены «Азбучные списки всем церквам, местечкам, селениям, погостам, деревням и хуторам». Там записано: «Чёрный Рынок (Кизлярский округ) — селение помещичье — 60 дворов, 556 душ обоего пола».
В 1847 году указом императора Николая I Кавказская область переименована в Ставропольскую губернию, при этом Кизлярский округ стал уездом.
В декабре 1867 года часть Кизлярского уезда, включавшая и Кизляр, и Чёрный рынок, передана из Ставропольской губернии в Терскую область. Оставшаяся часть территории вошла в состав Новогригорьевского уезда с центром в селе Прасковея.
В 1888 году было реформировано военно-народное управление Терской области, был образован Кизлярский отдел. 
С 1921 года Чёрный рынок в составе Терской губернии РСФСР. В ноябре 1922 года ВЦИК передал Кизлярский округ в состав Дагестанской АССР.
В 1962 году указом Президиума Верховного Совета РСФСР селение Чёрный Рынок переименовано в Кочубей.
С 1962 по 1992 год село имело статус поселка городского типа.

## Климат
Климат Кочубея — континентальный, с сухой, слабо-морозной и малоснежной зимой и жарким, засушливым летом. Летние температуры — одни из самых высоких в России. Такой климат характерен для Прикаспийской низменности.
| Показатель                                                                          | Янв.  | Фев.  | Март  | Апр. | Май  | Июнь | Июль | Авг. | Сен. | Окт.  | Нояб. | Дек.  | Год   |
| ----------------------------------------------------------------------------------- | ----- | ----- | ----- | ---- | ---- | ---- | ---- | ---- | ---- | ----- | ----- | ----- | ----- |
| Абсолютный максимум, °C                                                             | 17,2  | 21,1  | 26,6  | 34,8 | 35,7 | 38,5 | 41,6 | 41,4 | 37,9 | 31,0  | 24,7  | 16,7  | 41,6  |
| Средний суточный максимум, °C                                                       | 2,6   | 3,6   | 9,7   | 17,3 | 24,6 | 30,1 | 32,7 | 31,7 | 25,9 | 18,2  | 9,8   | 4,6   | 17,6  |
| Средняя температура, °C                                                             | −0,6  | −0,1  | 4,8   | 11,4 | 18,3 | 23,7 | 26,2 | 25,2 | 19,7 | 13,1  | 6,1   | 1,4   | 12,4  |
| Средний суточный минимум, °C                                                        | −3,2  | −3    | 1,1   | 6,3  | 12,6 | 17,7 | 20,1 | 19,2 | 14,5 | 8,9   | 2,9   | −1,2  | 8,0   |
| Абсолютный минимум, °C                                                              | −26,1 | −28,9 | −17,1 | −8,2 | 0,7  | 6,7  | 12,0 | 7,6  | −5   | −17,8 | −19,5 | −24,5 | −28,9 |
| Норма осадков, мм                                                                   | 16,2  | 17,0  | 17,0  | 22,8 | 30,9 | 34,3 | 28,3 | 20,4 | 20,2 | 20,7  | 18,1  | 20,0  | 265,9 |
| Источник: Погода и климат в Кочубее. «Погода и Климат». Дата обращения: 8 мая 2023. |       |       |       |      |      |      |      |      |      |       |       |       |       |

## Население
| 1889  | 1914  | 1926  | 1959  | 1970  | 1979  | 1989    |
| ----- | ----- | ----- | ----- | ----- | ----- | ------- |
| 1284  | ↗2694 | ↘1825 | ↗6559 | ↘5853 | ↗9509 | ↗11 205 |
| 2002  | 2010  | 2012  | 2013  | 2014  | 2015  | 2016    |
| ↘6366 | ↗7272 | ↗7322 | ↗7327 | ↘7233 | ↗7314 | ↘7308   |
| 2017  | 2018  | 2019  | 2020  | 2021  | 2023  | 2024    |
| ↗7371 | ↘7343 | ↗7352 | ↗7361 | ↗8265 | ↗8284 | ↗8308   |
| 2025  |       |       |       |       |       |         |
| ↘8297 |       |       |       |       |       |         |

Национальный состав
По данным Всесоюзной переписи населения 1926 года:
| № | Национальность | Численность, чел. | Доля   |
| - | -------------- | ----------------- | ------ |
| 1 | русские        | 1818              | 99,6 % |
| 2 | цыгане         | 7                 | 0,4 %  |

По данным Всероссийской переписи населения 2010 года:
| Народ    | Численность, чел. | Доля от всего населения, % |
| -------- | ----------------- | -------------------------- |
| аварцы   | 2811              | 38,7 %                     |
| русские  | 1930              | 26,5 %                     |
| даргинцы | 1814              | 24,9 %                     |
| лакцы    | 148               | 2,0 %                      |
| кумыки   | 132               | 1,8 %                      |
| лезгины  | 79                | 1,1 %                      |
| грузины  | 77                | 1,1 %                      |
| другие   | 281               | 3,9 %                      |
| всего    | 7272              | 100 %                      |

## Средства массовой информации
В селе действует телеканал «ТВ КОЧУБЕЙ», созданный при поддержке МО «Тарумовский район» и Администрации села МО «Села КОЧУБЕЙ». Телеканал вещается по всему Тарумовскому району и был основан в 2010 году. Также в селе выпускается газета «Рассвет».

## Инфраструктура
В селе функционируют одна больница, 3 школы, полицейский участок, пожарная часть, почта, рынок, железнодорожный вокзал, спортивный комплекс (футбольная и баскетбольная площадки).

## Образование
В селе есть 3 школы КСОШ № 1, КСОШ № 2 и школа интернат. Во всех школах учатся более 1500 детей. Каждый год все 3 школы выпускают более 100 выпускников, а набирают 300 учеников. В селе есть 2 садика «Солнышко» и «Чебурашка».

## Религия
Христианство
- Храм Николая Чудотворца и воскресная школа

Ислам
- 3 мечети и одно медресе.

## Известные уроженцы
- Калинин Константин Николаевич — Герой Советского Союза.

## Топографические карты
- Лист карты L-38-XXXV Кочубей. Масштаб: 1 : 200 000. Состояние местности на 1988 год. Издание 1994 г. (на карте обозначен как посёлок)